# PSR B1534+12
PSR B1534+12, ou PSR J1537+1155 (voir désignation des pulsars) est un pulsar binaire situé dans la constellation du Serpent. Il a été découvert en 1990 en même temps que PSR B1257+12 par l'astronome Alexander Wolszczan à l'aide du radiotélescope d'Arecibo.
Comme la plupart des pulsars binaires, il fait partie de la classe des pulsars millisecondes. C'est un pulsar âgé, dont l'âge caractéristique est de l'ordre d'un milliard d'années. Il a la particularité d'avoir un compagnon qui est également une étoile à neutrons, mais celle-ci n'est cependant pas détectée comme étant un pulsar.
Le système formé par ces deux étoiles à neutrons est extrêmement resserré, avec une période orbitale de 10 heures seulement, les deux corps étant séparés de moins de 1 200 000 kilomètres, c'est-à-dire que l'orbite du système est comprise dans le volume occupé par le Soleil. Ces caractéristiques font de ce système un équivalent assez proche du premier pulsar binaire découvert, PSR B1913+16, qui est encore plus compact. PSR B1534+12 permet néanmoins de vérifier plusieurs prédictions de la relativité générale en champ fort (c'est-à-dire dans des régions dont le potentiel gravitationnel est considérablement plus grand que dans le système solaire). L'étude du signal émis par PSR B1523+12 permet ainsi de reconstituer son orbite avec une très grande précision, en faisant appel aux corrections prédites par la relativité générale. En particulier, on observe une précession du périastre du système de 1,75 degré par an, compatible avec les autres paramètres orbitaux du système.